# Campeonato Mundial de Natação em Piscina Curta de 2022 - 1500 m livre feminino
A prova dos 1500 metros nado livre feminino do Campeonato Mundial de Natação em Piscina Curta de 2022 foi disputada no dia 16 de dezembro de 2022, no Melbourne Sports and Aquatics Centre, em Melbourne, na Austrália.

## Recordes
Antes desta competição, os recordes mundiais e do campeonato nesta prova eram os seguintes:
|                       | Nome          | Nacionalidade  | Tempo    | Local   | Data                  |
| --------------------- | ------------- | -------------- | -------- | ------- | --------------------- |
| Recorde mundial       | Katie Ledecky | Estados Unidos | 15:08.24 | Toronto | 29 de outubro de 2022 |
| Recorde do campeonato |               |                |          |         |                       |

Os seguintes recordes mundiais ou do campeonato foram estabelecidos durante esta competição:
| Data           | Evento | Nome           | Nacionalidade | Tempo    | Notas                 |
| -------------- | ------ | -------------- | ------------- | -------- | --------------------- |
| 16 de dezembro | Final  | Lani Pallister | Austrália     | 15:21.43 | Recorde do campeonato |

## Medalhistas
| Ouro                 | Prata            | Bronze               |
| Lani Pallister (AUS) | Miyu Namba (JPN) | Kensey McMahon (USA) |

## Cronograma
Todos os horários são locais (UTC+11).
| Data           | Hora          | Evento |
| -------------- | ------------- | ------ |
| 16 de dezembro | 12:55 e 21:16 | Final  |

## Resultado final
A final foi realizada no dia 16 de dezembro com início às 12:55 para as baterias mais lentas e às21:16 para as mais rápidas
| Colocação         | Bateria | Raia | Nadadora           | Nacionalidade  | Tempo    | Notas            |
| ----------------- | ------- | ---- | ------------------ | -------------- | -------- | ---------------- |
| Medalha de ouro   | 3       | 4    | Lani Pallister     | Austrália      | 15:21.43 | ,                |
| Medalha de prata  | 3       | 8    | Miyu Namba         | Japão          | 15:46.76 | Recorde asiático |
| Medalha de bronze | 2       | 5    | Kensey McMahon     | Estados Unidos | 15:49.15 |                  |
| 4                 | 3       | 6    | Zhang Ke           | China          | 15:51.64 |                  |
| 5                 | 3       | 1    | Caitlin Deans      | Nova Zelândia  | 15:51.98 |                  |
| 6                 | 3       | 3    | Deniz Ertan        | Turquia        | 15:53.73 |                  |
| 7                 | 3       | 5    | Merve Tuncel       | Turquia        | 15:58.05 |                  |
| 8                 | 2       | 6    | Jillian Cox        | Estados Unidos | 16:09.72 |                  |
| 9                 | 2       | 4    | Katja Fain         | Eslovênia      | 16:12.06 |                  |
| 10                | 2       | 3    | Imani de Jong      | Países Baixos  | 16:15.61 |                  |
| 11                | 3       | 7    | Alexa Reyna        | França         | 16:23.32 |                  |
| 12                | 3       | 2    | Gabrielle Roncatto | Brasil         | 16:33.31 |                  |
| 13                | 2       | 7    | Stephanie Houtman  | África do Sul  | 16:35.55 |                  |
| 14                | 2       | 1    | Klara Bošnjak      | Croácia        | 16:51.02 |                  |
| 15                | 1       | 3    | Ng Lai Wa          | Hong Kong      | 17:01.32 |                  |
| 16                | 1       | 4    | Kuo Jui-an         | Taipé Chinesa  | 17:16.69 |                  |
| 17                | 1       | 5    | Gabriella Doueihy  | Líbano         | 17:20.28 |                  |
| 18                | 2       | 2    | Gan Ching Hwee     | Singapura      | DNS      | DNS              |

Legenda
| Recorde mundial       | Recorde mundial (World record)               |                       | Recorde africano                      | Recorde africano (African) |                                           | Q | Classificado por posição (Qualified) |
| Recorde do campeonato | Recorde do campeonato (Championship record)  | Recorde da América    | Recorde da América (Americas)         | q                          | Classificado por melhor tempo (Qualified) |   |                                      |
| Melhor marca do ano   | Melhor marca do ano (World leading)          | Recorde asiático      | Recorde asiático (Asian)              | DNS                        | Não largou (Did not start)                |   |                                      |
| Recorde nacional      | Recorde nacional (National record)           | Recorde europeu       | Recorde europeu (European)            | DNF                        | Não terminou (Did not finish)             |   |                                      |
| Recorde pessoal       | Recorde pessoal do atleta (Personal best)    | Recorde da Oceania    | Recorde da Oceania (Oceania)          | DSQ / DQ                   | Desclassificado (Disqualified)            |   |                                      |
| Recorde da temporada  | Recorde da temporada do atleta (Season best) | Recorde sul-americano | Recorde sul-americano (South America) | NM                         | Sem marca (No mark)                       |   |                                      |